# 郵政事業本部
郵政事業本部（ゆうせいじぎょうほんぶ、Korea Post）は、大韓民国において郵便事業を行う、科学技術情報通信部の直轄機関である。

## 発足
国民の政府（金大中政権）が発足して以降、公共性を重視する事に方針を置かれた郵政及び金融事業は、郵便物の取扱数の伸び悩み、金融市場開放や他の金融機関の大型化、金融及び物流産業の競争が激化するに連れて、環境の変化に対応するには限界があると指摘された。これによって、基幹産業である郵政及び金融事業を国家経営体制で維持しながら、対内外的な環境の変化に対して、能動的に対応する事ができる方案を模索する、という主旨で郵政事業本部の設置が決まった。
この事から、2000年7月1日に郵政事業本部を発足させ、情報通信部によって管轄されていた郵政事業機能を移管した。郵政事業本部が発足した事に伴い、情報通信部の所属機関である逓信庁・情報通信公務員教育院・情報通信部電算管理所・情報通信部調逹事務所も郵政事業本部に移管させ、契約職・任期制・成果給・年俸制を適用する本部長を、公開採用を通じて選抜する事とした。これを通じて選抜された本部長は、長官と経営に関する契約を締結し、契約内容によって経営の独立性及び自律性を持って独自に事業を運営し、経営結果に対して責任を負う。

## 主要業務
核心業務である郵便物の受付・運送・配達のような郵政事業を含めて郵便局預金・郵便局保険など金融関連事業に関する政策の樹立・執行を担っている。

## 組織

### 幹部
- 本部長
  - 経営企画室長
    - 経営総括担当官
    - 財政企画担当官
    - 窓口網企画担当官
    - 経営成果情報チーム
    - 労使協力チーム

  - 広報担当官
  - 監査担当官

### 下部組織
- 運営支援課
- 郵便事業団
  - 郵便政策課
  - 国内郵便課
  - 郵便審査業課
  - 国際事業課
  - 物流企画課
  - 郵便集配課
- 預金事業団
  - 金融総括課
  - 預金リスク管理チーム
  - 預金資金課
  - 預金事業課
  - 預金証券運用チーム
  - 預金代替投資チーム
- 保険事業団
  - 保険企画課
  - 保険事業チーム
  - 保険開発審査課
  - 保険資産運用課
  - 保険リスク管理チーム

## 所属機関

### 郵政公務員教育院

#### 所管業務
1. 教育訓練に関する計画の樹立。
2. 教育訓練需要の調査及び教育訓練制度の研究。
3. 教育訓練過程と教科編成及び教授要目の制定。
4. 教育生の教育訓練成績評価及び教育訓練成果の分析。
5. 教育訓練資料の収集、教案作成及び教材の編纂・刊行。
6. 教育生の登録・諸証明発給及び学籍管理。
7. 教育準備、教育生生活指導及び保健。
8. 教育用施設・器機及び教育用補助資料と視聴覚教材の管理及び製作。
9. 郵政事業本部セクハラ予防教育及び女性権益相談センター運営。

#### 組織
- 教育企画課
- 教育運営課
- 教育支援課

### 郵政事業情報センター

#### 所管業務
1. 郵便局預金・郵便局保険・郵便為替・郵便振替などに関する原簿管理と、受払い金の経理・決算。
2. 郵便・郵便局金融・電波・放送関連法令により委託された事項。
3. 韓国銀行との資金及び保有限度超過金の管理・決済。
4. 電算装備及び附帯設備の設置及び維持・管理。
5. 情報保護システムの運営・管理。

#### 組織
- 情報基盤課
- 郵便情報課
- 預金情報課
- 保険情報課

#### 所属官署
- インターネット郵便局

### 郵政事業調逹事務所

#### 所管業務
1. 郵政事業用物資の調逹・保存及び補給。
2. 郵政事業用建築物の建設及び維持・補修。
3. 郵便作業機械化施設の建設及び維持・補修。

#### 組織
| - 調達計画課 - 契約課 - 調達運営課 - 資産開発課 | - 設計課 - 建築課 - 設備課 - 物流自動化課 |

### 地方郵政庁
郵便物の受付・運送及び配達、郵便局預金・郵便局保険などの金融事業を担当する。

#### 名称と管轄地域
| - ソウル地方郵政庁（ソウル特別市） - 京仁地方郵政庁（仁川広域市、京畿道） - 釜山地方郵政庁（釜山広域市、蔚山広域市、慶尚南道） - 忠清地方郵政庁（大田広域市、忠清北道、忠清南道） - 全北地方郵政庁（全羅北道） | - 全南地方郵政庁（光州広域市、全羅南道） - 慶北地方郵政庁（大邱広域市、慶尚北道） - 江原地方郵政庁（江原特別自治道） - 済州地方郵政庁（済州特別自治道） |

#### 組織
| 済州以外 - 郵政事業局 - 郵政計画課 - 郵便営業課 - 郵便物流課 - 金融営業課 - 国際営業課（ソウルのみ設置） - 事業支援局 - 運営労務支援課 - 人力計画課 - 会計情報課 - 監査官 | 済州 - 郵政事業課 - 事業支援課 - 監査室 |